# Hands Off-protesterna 2025

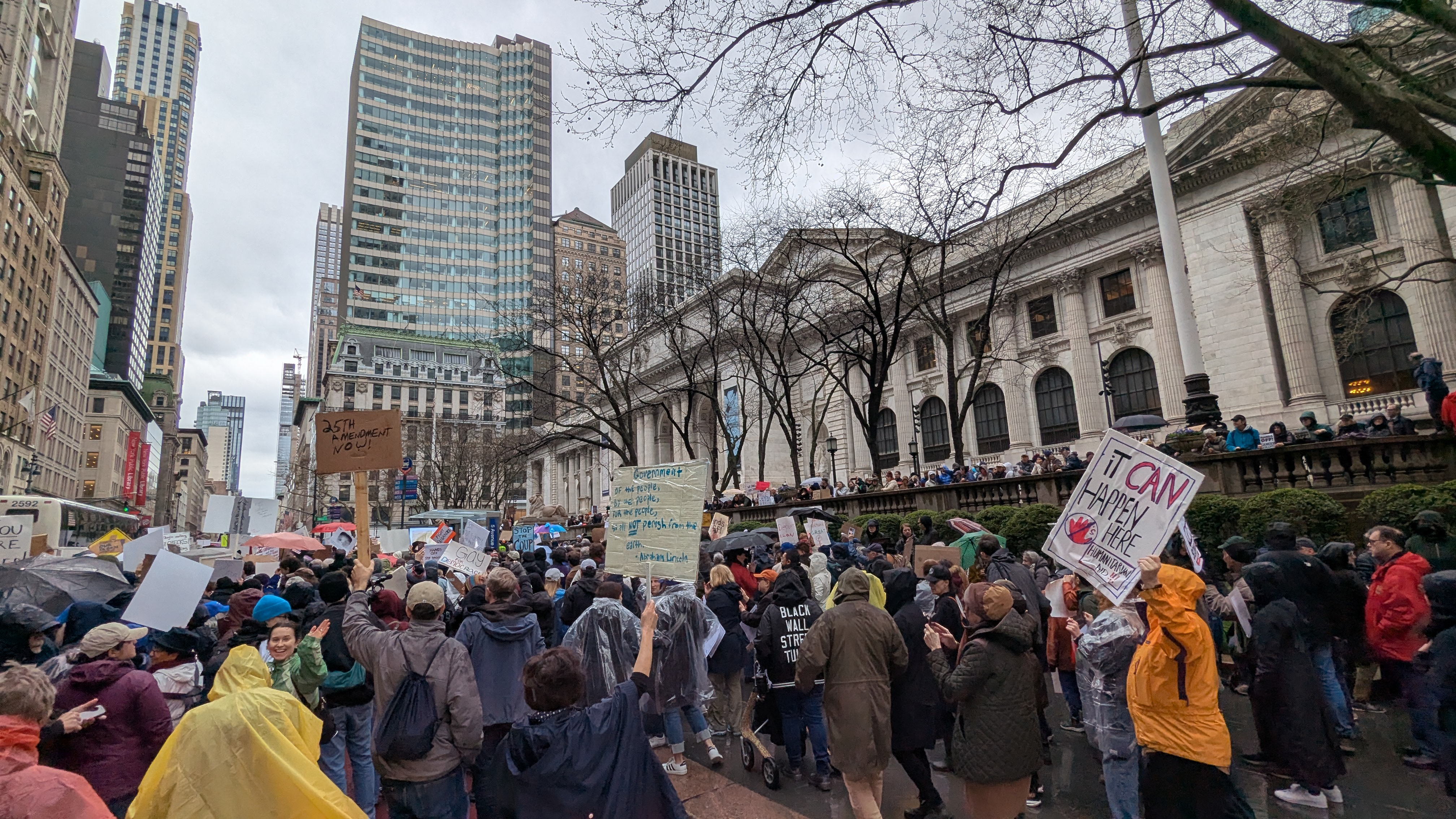
Demonstration i New York City

Hands Off-protesterna är en serie pågående demonstrationer som inleddes över hela USA den 5 april 2025, i vad som för närvarande är den största endagsdemonstrationen av landsomfattande offentligt motstånd mot president Donald Trumps andra administration. Demonstranterna vänder sig mot regimens planer på omfattande nedskärningar av det offentliga, begränsad tillgång till finansierad vård och inskränkta rättigheter för arbetstagare, konsumenter, minoritetsgrupper och medborgare över lag.

## Inledning
Den 5 april 2025, några månader in på Donald Trumps andra presidentperiod, anordnades storskaliga Trump-kritiska demonstrationer på över 1 400 platser i alla USA:s 50 delstater och under den gemensamma parollen "Hands Off!". Totalt var det uppskattningsvis tre miljoner deltagare över hela landet som deltog i demonstrationerna enligt arrangörerna.

## Platser

### USA
Demonstrationer har hållits i alla delstater och i en lång rad städer. Följande är endast ett axplock av städer där det hittills har demonstrerats.  
- Boston[6]
- Chicago[7]
- Colorado Springs, Colorado[8]
- Fort Wayne, Indiana[9]
- Minnesota[10]
- New York[11]
- Philadelfia, Pennsylvania[12]
- Washington, D.C.[13]

### Europa
I Europa har protester och demonstrationer i ankytning till den amerikanska proteströrelsen ägt rum i ett flertal storstäder. Däribland i Berlin, Frankfurt, Lissabon, Paris, London.